# Felix Zwayer
Felix Zwayer (* 19. Mai 1981 in West-Berlin) ist ein deutscher Fußballschiedsrichter.

## Werdegang
Felix Zwayer ist seit 2004 DFB-Schiedsrichter. Er war Beteiligter im Fußball-Wettskandal 2005 um den damaligen Schiedsrichter Robert Hoyzer. Ab dem Jahr 2007 wurde er als Schiedsrichter in der 2. Fußball-Bundesliga und auch als Schiedsrichter-Assistent in der 1. Bundesliga eingesetzt. Vor Beginn der Saison 2009/10 wurde Zwayer als Schiedsrichter für die Fußball-Bundesliga nominiert. Er debütierte am 15. August 2009 beim Heimspiel von Hannover 96 gegen den 1. FSV Mainz 05.
Seit 2012 ist Zwayer FIFA-Schiedsrichter. Sein Debüt auf internationalem Parkett gab Zwayer am 25. Mai 2012 bei der Qualifikation zur U-19-EM 2012. Er leitete in Prag die Partie zwischen Tschechien und Frankreich. Bei einem A-Länderspiel kam er erstmals am 1. Juni 2012 beim Freundschaftsspiel Österreich gegen die Ukraine in Innsbruck zum Einsatz.
Im Mai 2012 trat Zwayer aus seinem bisherigen Verein Hertha BSC aus und kehrte zu seinem Heimatverein SC Charlottenburg zurück.
Im Jahr 2013 wurde Zwayer von der FIFA zu seinem ersten Turnier, der U-19-Weltmeisterschaft 2013 nominiert. 2015 agierte er bei der U-20-Weltmeisterschaft in Neuseeland als Schiedsrichter. Zwei Jahre später nahm er als Video-Assistent an der U-20-Weltmeisterschaft 2017 in Südkorea teil. Im Anschluss wurde er von der UEFA in die höchste Schiedsrichter-Kategorie („Elite“) eingestuft und kommt dadurch theoretisch für die Leitung entscheidender Partien in den UEFA-Klubwettbewerben in Frage.
Ende April 2018 wurde Zwayer von der FIFA als einer von 13 Video-Assistenten für die Fußball-Weltmeisterschaft 2018 in Russland berufen. Ein Jahr später fungierte er auch bei der Frauen-Weltmeisterschaft 2019 in Frankreich als Video-Assistent.
Am 11. Mai 2019 leitete Zwayer das griechische Pokalfinale zwischen AEK Athen und PAOK Thessaloniki (0:1).
Im Juni 2023 wurde er von der UEFA mit der Leitung des Endspiels um die UEFA Nations League 2022/23 in Rotterdam betraut, in dem Kroatien Spanien im Elfmeterschießen mit 4:5 unterlag.
Zwayer wurde von der UEFA als Hauptschiedsrichter für die Heim-Europameisterschaft 2024 in Deutschland berufen. Als Assistenten begleiteten ihn Stefan Lupp und Marco Achmüller. Neben Spielen als 4. Offizieller leitete Zwayer zwei Gruppenspiele und ein Achtelfinalspiel als Schiedsrichter. Er leitete auch das Halbfinale in Dortmund, bei dem England mit Jude Bellingham im Kader auf die Niederlande traf. Wegen seines Konflikts mit Bellingham, bei dem es 2021 Todesdrohungen gegen Zwayer gab, wurde sein Einsatz als unverantwortlich kritisiert. Nach dem Spiel, das England mit 2:1 gewann, kam es zu unterschiedlichen Kritiken. So lobte der kicker seine Leistung als „lange Zeit sicher“, n-tv sprach von einem „souveränen EM-Schiedsrichter“. Auch die Frankfurter Rundschau sprach von einer aus „neutraler Sicht“ überzeugenden Leistung. Allerdings erntete Zwayer sowohl aus England als auch aus den Niederlanden Kritik für eine Elfmeterentscheidung, die unter anderem als „skandalös“ betitelt worden ist.
Am 21. Mai 2025 leitete Zwayer das Finale der UEFA Europa League mit seinen Assistenten Robert Kempter und Christian Dietz zwischen Tottenham Hotspur und Manchester United (1:0) in Bilbao.
Zwayer wurde für die FIFA-Klub-Weltmeisterschaft 2025 in den USA nominiert.
Er ist Immobilienkaufmann und lebt in Berlin.

## Kontroversen

### Fußball-Wettskandal 2005
Zwayer war einer von vier Berliner Schiedsrichtern, die den Fußball-Wettskandal 2005 um den damaligen Schiedsrichter Robert Hoyzer ins Rollen brachten. Gleichwohl wurde auch Zwayer im Zuge dieses Skandals für sechs Monate gesperrt, weil er sich „grob sportwidrig“ verhalten habe, die ihm bekannten Spielmanipulationen Hoyzers zunächst nicht gemeldet hatte, und – nach der erst 2014 bekannt gewordenen Entscheidung des DFB-Sportgerichts – vor einem Spiel des Wuppertaler SV Borussia gegen die zweite Mannschaft von Werder Bremen 300 Euro von Hoyzer angenommen habe, um als Linienrichter dabei zu helfen, kritische Situationen für Wuppertal zu vermeiden. Im Jahr 2021 geriet der Sachverhalt erneut in die Öffentlichkeit, als der ehemalige Berliner Schiedsrichterkollege Manuel Gräfe die vom DFB ermöglichte Karrierefortsetzung Zwayers scharf kritisierte. Zwayer selbst bestritt – zuletzt am 2. April 2022 im aktuellen Sportstudio – mehrfach, jemals Geld von Hoyzer angenommen zu haben, vielmehr habe er die kurze Sperre akzeptiert, um sich ein weiteres Verfahren zu ersparen. Da die Zeit, in der er wegen des Hoyzer-Prozesses hatte pausieren müssen, auf die sechsmonatige Sperre angerechnet wurde, hatte Zwayer seinerzeit nach dem Urteil sofort wieder pfeifen dürfen.

### Kontroverse mit Jude Bellingham
Am 4. Dezember 2021 traf Borussia Dortmund im Bundesliga-Topspiel auf den FC Bayern München (2:3). Dabei wurde Zwayer insbesondere wegen eines nicht gegebenen Elfmeters für Dortmund und eines strittigen Handelfmeters zugunsten des FC Bayern stark kritisiert, unter anderem von den ehemaligen Schiedsrichtern Babak Rafati und Manuel Gräfe sowie TV-Experte Lothar Matthäus.
Nach dem Spiel äußerte der Dortmunder Jude Bellingham Kritik an Zwayer unter Verweis auf dessen frühere Verwicklung in den Wettskandal um Robert Hoyzer: „Du gibst einem Schiedsrichter, der schonmal Spiele verschoben hat, das größte Spiel in Deutschland. Was erwartest du?“. Vom DFB wurde Bellingham später zu einer Geldstrafe von 40.000 Euro verurteilt. Zwayer erhielt im Anschluss des Spiels Morddrohungen, die Aussagen Bellinghams bezeichnete er als „verunglimpfend und respektlos“. Er setzte seine Schiedsrichtertätigkeit für einen Zeitraum von zwei Monaten aus. Partien des BVB pfiff Zwayer mehr als zweieinhalb Jahre bis zum August 2024 nicht.

## Einsätze bei der Fußball-Europameisterschaft 2024
| Phase        | Datum         | Spielort | Heimmannschaft | Gastmannschaft | Ergebnis  |
| ------------ | ------------- | -------- | -------------- | -------------- | --------- |
| Gruppenphase | 15. Juni 2024 | Dortmund | Italien        | Albanien       | 2:1 (2:1) |
| Gruppenphase | 22. Juni 2024 | Dortmund | Türkei         | Portugal       | 0:3 (0:2) |
| Achtelfinale | 2. Juli 2024  | München  | Rumänien       | Niederlande    | 0:3 (0:1) |
| Halbfinale   | 10. Juli 2024 | Dortmund | Niederlande    | England        | 1:2 (1:1) |

## Dokumentation
- Sky Sport: "Es war in der Folge einschneidend für mein Leben" - Felix Zwayer im Interview | Meine Geschichte auf YouTube, 22. Januar 2022 (Moderator: Riccardo Basile; Laufzeit: ca. 25 min).